# Silva Escura (Sever do Vouga)
Silva Escura era una freguesia portuguesa del municipio de Sever do Vouga, distrito de Aveiro.

## Historia
Fue suprimida el 28 de enero de 2013, en aplicación de una resolución de la Asamblea de la República portuguesa promulgada el 16 de enero de 2013 al unirse con la freguesia de Dornelas, formando la nueva freguesia de Silva Escura e Dornelas.